# Smilax emeiensis
Smilax emeiensis är en enhjärtbladig växtart som beskrevs av Jie Mei Xu. Smilax emeiensis ingår i släktet Smilax och familjen Smilacaceae. Inga underarter finns listade.